# Spoorlijn 165 (België)
Spoorlijn 165 is een Belgische spoorlijn tussen Libramont en Athus. De lijn is bijna 82 km lang.

## Geschiedenis
De spoorlijn werd in verschillende stukjes aangelegd tussen 6 november 1876 en 21 augustus 1882. Tussen 1922 en 1927 werd de lijn op dubbelspoor gebracht. Op 19 november 2002 werd de lijn geëlektrificeerd op 25 kV wisselspanning, als onderdeel van de elektrificatie van de Athus-Maaslijn.
De 25 kV bovenleiding werd lange tijd enkel voor goederenvervoer gebruikt, terwijl voor passagiersvervoer dieselstellen van reeks 41 gebruikt werden. Vanaf 2012 worden er elektrische stellen van het type MS08 ingezet op de lijn. Het traject tussen Virton en Athus was voor reizigersverkeer gesloten tussen 3 juni 1984 en 10 december 2006.
De maximumsnelheid bedraagt 120 km/u, tussen Virton en Athus is de snelheid beperkt tot 70 km/u.

## Treindiensten
De NMBS verzorgt het personenvervoer met L en Piekuurtreinen.
| Serie              | Treinsoort          | Route                                                                                               | Bijzonderheden                                                           |
| ------------------ | ------------------- | --------------------------------------------------------------------------------------------------- | ------------------------------------------------------------------------ |
| L 6050             | L-trein (NMBS)      | Namen – Dinant – Bertrix – Libramont                                                                |                                                                          |
| L 5950             | L-trein (NMBS)      | Libramont – Bertrix – Virton – Aarlen                                                               |                                                                          |
| P 7180RE 7100      | Piekuurtrein (NMBS) | Virton – Rodange – Luxemburg                                                                        | Rijdt alleen op werkdagen.                                               |
| P 7620/8620RE 8600 | Piekuurtrein (NMBS) | [ Luxemburg – Virton ] / [ [ Aarlen – Virton – ] / [ Dinant – ] Libramont – [ Ciney ] ]             | Een rechtstreekse trein Aarlen - Libramont. Een trein Libramont - Ciney. |
| P 7665/7665        | Piekuurtrein (NMBS) | Libramont – [ Virton – ] / [ Marbehan – ] Aarlen                                                    | Rijdt alleen op werkdagen.                                               |
| P 7680/8680RE 8650 | Piekuurtrein (NMBS) | [ Bertrix – Dinant ] / [ Libramont – [ Virton – ] / [ Marbehan – ] Aarlen ] / [ Athus – Luxemburg ] | Een trein Aarlen - Virton - Libramont. Een trein Athus - Luxemburg.      |
| P 7695             | Piekuurtrein (NMBS) | Bertrix – Libramont                                                                                 | Rijdt alleen op werkdagen.                                               |

## Aansluitingen
In de volgende plaatsen is of was er een aansluiting op de volgende spoorlijnen:
Libramont
Spoorlijn 162 tussen Namen en Sterpenich
Spoorlijn 163 tussen Libramont en Sankt-Vith
Bertrix
Spoorlijn 166 tussen Y Neffe en Bertrix
Y Orgéo
Spoorlijn 163A tussen Y Orgéo en Muno
Virton
Spoorlijn 155 tussen Marbehan en Lamorteau
Athus
Spoorlijn 167 tussen Autelbas en Athus
Athus grens
CFL 6g, spoorlijn tussen Pétange en Rodange

## Verbindingssporen
165/1: Y Aubange (lijn 165, 165/2) - Rodange grens (lijn 6g), Geopend: 25 september 1994. Enkelspoor. Geëlektrificeerd (25 kV 50 Hz) 19 november 2002. Reizigersverkeer vanaf 10 december 2006.
165/2: Y Aubange (lijn 165, 165/1) - Athus grens (Spoorlijn Longuyon - Mont-Saint-Martin), Geopend: 12 december 2004. Geëlektrificeerd (25 kV 50 Hz); enkelspoor op Belgisch grondgebied, dubbelspoor op Frans grondgebied. Vmax 60 km/u.